# Alexandre de Lippe
Alexandre de Lippe  (en allemand : Alexander zur Lippe), né le 16 janvier 1831 à Detmold et mort le 13 janvier 1905 à St Gilgenberg, près de Donndorf, est le cinquième et avant-dernier souverain de la principauté de Lippe de 1895 à sa mort. En raison de sa maladie mentale, le pouvoir est exercé par un régent pendant son règne.

## Biographie
Le prince Alexandre de Lippe est le septième enfant de Léopold II et de son épouse la princesse Émilie de Schwarzburg-Sondershausen (1800-1867). Il sert un temps dans un régiment de la garde du royaume de Hanovre. Victime d'une chute de cheval en 1851, il ressent les premiers troubles mentaux qui s'aggravent au fil des années et conduisent en 1871 à son internement au sanatorium de St Gilgenberg, près de Bayreuth. À la mort de son frère aîné Woldemar en 1895, il lui succède comme prince de Lippe. Une régence est instituée, exercée successivement par le prince Adolphe de Schaumbourg-Lippe, puis le prince Ernest de Lippe-Biesterfeld jusqu'à sa mort en 1904, enfin par le fils de ce dernier, Léopold, qui accède au trône en octobre 1905, neuf mois après la mort d'Alexandre.